# Сасиноро
Сасино̀ро (на италиански: Sassinoro) е село и община в Южна Италия, провинция Беневенто, регион Кампания. Разположено е на 545 m надморска височина. Населението на общината е 595 души (към 2010 г.).